# Hansenried
Hansenried ist ein Ortsteil des Marktes Neukirchen-Balbini im Landkreis Schwandorf des Regierungsbezirks Oberpfalz im Freistaat Bayern.

## Geografie
Hansenried liegt an der Staatsstraße 2040, 2,5 Kilometer östlich von Neukirchen-Balbini.

## Geschichte
Hansenried (auch: Hasenruite, Chrasenrivt, Hasenrivt, Chraesenrivt, Hainrichsrewt, Heinersied, Heinersrieth, Hainersrieth, fälschlich: Hiltersrieth, Hainsrieth, Hainerßriedt, Hainersrieth) wurde 1200 erstmals schriftlich erwähnt. 1200 überließ Eberhart de Hasenruite seinen Anteil am Gut Hirsedorf dem Kloster Prüfening.
1285 gehörten 3 Höfe und 1 Lehen in Hansenried zum Amt Neunburg-Warberg. Außerdem erhielt das Amt Neunburg Geld und Naturalabgaben von Hansenried.
Im Salbuch von 1326 wurde Hansenried mit 3 Höfen und einem Lehen verzeichnet. Lehensherr war Heinrich I. Zenger von Murach. Die Abgaben betrugen sowohl 1285 als auch 1326 jeweils von den 3 Höfen: 6 Schilling, 2 Scheffel Hafer, 150 Eier, 18 Hühner, 36 Käse im Wert von 18 Pfennigen; vom Lehen: 30 Pfennig und 2 Hühner.
In Aufzeichnungen aus dem Jahr 1462 wurde Hansenried als zinspflichtig zum Kloster Walderbach aufgeführt.
Neunburg wurde zu Beginn des 16. Jahrhunderts in ein Inneres und ein Äußeres Gericht unterteilt. Das Innere Gericht umfasste den Ostteil des Gebietes und das Äußere Gericht den Westteil. Die Grenze zwischen Innerem und Äußerem Gericht verlief von Norden nach Süden: Die Ortschaften Oberauerbach, Fuhrn und Taxöldern gehörten zum Äußeren Amt, während Grasdorf, Luigendorf und Pingarten zum Inneren Amt gehörten.
Hansenried gehörte zum Inneren Amt. Wie aus dem Musterungsregister hervorgeht, hatte es 1572 eine Mannschaft.
1622 wurde für Hansenried 1 Gut aufgeführt. Im Steuerbuch von 1631 wurde Hansenried mit 1 Gut, 6 Rindern, 2 Schweinen gehörig zum Inneren Amt, verzeichnet. Zum Landsassengut Pettendorf gehörten in Hansenried 1 Hof, 9 Rinder. Zur Hofmark Stamsried gehörten 1 Hof, 5 Güter, 2 Söldengütel, 2 Häusel, 1 Inwohner, 48 Rinder, 11 Schweine, 2 Ziegen. Also insgesamt 63 Rinder, 13 Schweine, 2 Ziegen, 12 Anwesen. Die Steuer betrug 21 Gulden 40 Kreuzer. 1661, nach dem Dreißigjährigen Krieg, hatte Hansenried zum Inneren Amt gehörig 1 Gut, 9 Rinder, 3 Schweine, 1 Ziege; zum Landsassengut Pettendorf gehörig 1 Hof, 5 Rinder; zur Hofmark Stamsried gehörig 1 Hof (öde), 4 Güter (1 abgebrannt), 1 Gütel, 2 Söldengütel (davon eins öde und abgebrannt), 2 Häusel (öde und abgebrannt), 2 Inwohner (darunter 1 Feldknecht), 2 Pferde, 24 Rinder, 9 Schweine, 10 Schafe, 1 Ziege, 2 Bienenstöcke. Also insgesamt 2 Pferde, 38 Rinder, 12 Schweine, 10 Schafe, 2 Ziegen, 8 Anwesen. Die Steuer betrug 6 Gulden 43½ Kreuzer. Eigentümer des zu Pettendorf gehörigen Hofes in Hansenried war 1661 Hans Christoph von Gravenreith. Er verkaufte den Hof in Hansenried an 1664 an Adam Lochner.
1762 gehörten in Hansenried 1 Anwesen, 1 Inwohner, 2 Herdstätten zum Inneren Amt. 1808 gab es in Hansenried 11 Anwesen, 3 Weber. Die Eigentümer waren Roith, Zwiknagl, Pruner, F. Gebhard, Ziereis, W. Preiß, St. Preiß, Fiederer, Schmäderer, Graßmann.
1808 wurde die Verordnung über das allgemeine Steuerprovisorium erlassen. Mit ihr wurde das Steuerwesen in Bayern neu geordnet und es wurden Steuerdistrikte gebildet. Dabei kam Hansenried zum Steuerdistrikt Enzenried. Der Steuerdistrikt Enzenried bestand aus den Ortschaften Dehnhof mit 1 Anwesen, Enzenried mit 9 Anwesen, Goppoltsried mit 7 Anwesen, Grottenthal mit 1 Anwesen, Hansenried mit 13 Anwesen, Hippoltsried mit 3 Anwesen, Oed bei Goppoltsried (Oedhof) mit 2 Anwesen, Rodlseign mit 1 Anwesen, Weihermühle mit 1 Anwesen, Wirnetsried mit 1 Anwesen, Ziegenmühle mit 2 Anwesen.
1820 wurden im Landgericht Neunburg vorm Wald Ruralgemeinden gebildet. Dabei wurde Hansenried Ruralgemeinde. Zur Ruralgemeinde Hansenried gehörten die Dörfer Dehnhof mit 1 Familie, Enzenried mit 11 Familien, Hansenried mit 13 Familien, Thanried mit 11 Familien, Weihermühle mit 1 Familie, Ziegenmühle mit 2 Familien. 1864 kam Scheiblhof hinzu.
1978 wurde die Gemeinde Hansenried aufgelöst und nach Neukirchen-Balbini eingemeindet. Nur die Ortschaft Thanried kam zur Gemeinde Stamsried.
1582 gehörte Hansenried zur Pfarrei Neukirchen-Balbini. Später gehörte es vorübergehend zur Pfarrei Stamsried. Seit 1865 gehört es wieder zur Pfarrei Neukirchen-Balbini. 1997 hatte Hansenried 71 Katholiken.

## Einwohnerentwicklung ab 1820
| Jahr | Einwohner   | Gebäude |
| ---- | ----------- | ------- |
| 1820 | 13 Familien | k. A.   |
| 1838 | 78          | 14      |
| 1861 | 92          | 38      |
| 1871 | 89          | 58      |
| 1885 | 95          | 15      |
| 1900 | 81          | 16      |
| 1913 | 90          | 14      |

| Jahr | Einwohner | Gebäude |
| ---- | --------- | ------- |
| 1925 | 99        | 13      |
| 1950 | 80        | 14      |
| 1961 | 94        | 14      |
| 1970 | 89        | k. A.   |
| 1987 | 72        | 14      |
| 2011 | 64        | k. A.   |